# 苏门答腊犀
蘇門答臘犀（學名：Dicerorhinus sumatrensis）簡稱蘇門犀，又稱雙角犀或毛犀牛，是一種原產於印度尼西亚、中南半島、南亚次大陆東北部及中國西南部的犀牛，双角犀属的唯一現生種。棲息於热带雨林和山地苔蘚森林，偶爾出現在森林邊緣和次生林中，獨居，取食植物葉片、細枝、幼苗與果實。成體肩高約135厘米，體長240–315厘米，尾長約50厘米，體重800–1000千克，為現存五種犀牛中平均體型最小者。鼻上至前額之間長有兩隻角，前角大而後角小，類似非洲的白犀和黑犀，區別於同域分布的印度犀和爪哇犀。一身紅棕色被毛為其顯著特征，是世界上最後生存的披毛犀牛。
由於傳統醫學對犀牛角的需求，蘇門犀長期被人類獵殺，同時牠们賴以生存的許多原始森林被改造為人工油棕林，或因大規模伐木、資源開採、道路修建等活動而遭破壞、侵佔，致使牠们已在99%以上的歷史分布區域滅絕。自2007年马来半岛的種群最後一次被記錄到以來，僅能確認蘇門犀在印尼蘇門答臘島和婆羅洲北端的马来西亚沙巴州仍有分布，2013年又在婆羅洲東部的印尼東加里曼丹省西库台县發現了其足跡，並透過隱藏式相機拍到了活體照片。2015年，沙巴的蘇門犀被宣布野外灭绝，僅存一頭雄犀“Tam”與兩頭雌犀“Puntung”和“Iman”，飼養於沙巴的塔賓野生動物保護區內。2016年3月，一頭為捕獵陷阱所傷的雌性幼犀，在東加里曼丹西库台被捕獲施救，進而確認東加里曼丹還有一個小種群存在（此前蘇門犀被認為已在當地滅絕，40年來都未曾發現）。2017年5月–2019年11月，馬來西亞的最後三頭蘇門犀“Puntung”“Tam”和“Iman”相繼死亡，至此印尼成為世界上唯一擁有原生蘇門犀的國家。
截至2019年，活體蘇門犀估計已不足80頭，僅剩一些小而零散的種群殘存於蘇門答臘和東加里曼丹。儘管自21世纪以來，先後在美国辛辛那提动物园和印尼韦卡巴斯国家公园蘇門犀保護區實現了人工繁殖，但其前景仍不容樂觀。根據 IUCN 的評估，蘇門犀為極危物種，數量呈下降趨勢，可維持種群繁衍的成熟個體僅有約30頭。

## 命名与分类

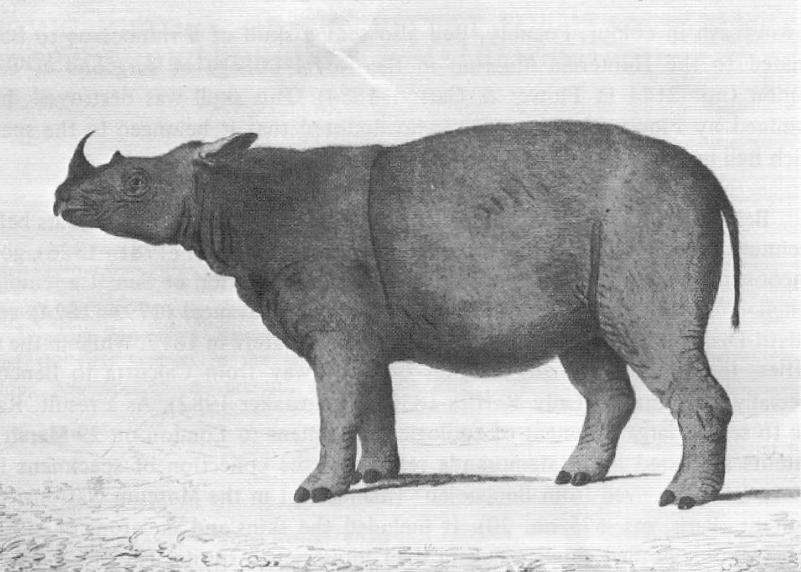
第一个为西方学界所知的苏门犀标本的画像，由18世纪英国画家威廉·贝尔 (画家)在1793年绘制

西方学界对苏门犀的最早记载是在1793年，当时一头犀牛在苏门答腊岛 Fort Marlborough 地区16公里外的郊野被枪杀。该标本的画像与文字描述被送到英国自然学家 Joseph Banks 的手里，他出版了一份关于此标本的文献资料，不过直到1814年这个物种才被德国学者约翰·菲舍尔·冯瓦尔德海姆（德文：Johann Fischer von Waldheim）正式命名。卡尔·林奈本将所有的犀牛归入犀牛属（Rhinoceros ，中文现称独角犀属），所以苏门犀最初的学名为 Rhinoceros sumatrensis。后来的学家认为苏门犀的双角比较特别，并将牠劃為独立的双角犀属（Dicerorhinus）。學名“Dicerorhinus sumatrensis”源自古希臘語 Di（两个）+cero（角）+rhinus（鼻）+sumatrensis（苏门答腊的），意即“苏门答腊的双鼻角犀”。
1793年，欧洲人首次录制了苏门答腊犀牛的记录，当时医生威廉·贝尔检查了在苏门答腊马尔伯勒堡附近枪杀的一个标本。他做了描述并绘制了图纸，然后将其发送给当时的皇家学会主席约瑟夫·班克斯（Joseph Banks，1742–1820）。苏门答腊犀牛作为犀牛的第一个有效的科学描述仅在1814年由德国自然学家 Gotthelf Fischer von Waldheim（1771–1853）提供，当时是莫斯科自然历史博物馆的馆长。
现为學界所認可的蘇門犀亞種有三個：
- 西苏门答腊犀（D. s. sumatrensis），又称苏门答腊犀指名亚种、苏门答腊亚种或西部亚种，分布在苏门答腊岛与马来半岛，是现存数量最多的苏门犀亚种。马来半岛的种群曾被列为单独的亚种 D. s. niger，但后来发现牠们与苏门答腊岛的种群十分近似[26]。

- 东苏门答腊犀（D. s. harrissoni），又称婆罗洲犀牛、婆罗犀、苏门答腊犀婆罗洲亚种或东部亚种，分布于婆罗洲，现仅存于印尼东加里曼丹省东部的西库台县与马哈坎乌鲁县一带，数量不足10头。

- 北苏门答腊犀（D. s. lasiotis），又称苏门答腊犀北方亚种，体型较大，曾广布于中南半島、印度阿萨姆邦、不丹、孟加拉国、中國华南甚至中原地区[註 3]，一般认为在20世纪便已灭绝，但未经证实的报道表明，缅甸北部可能还残存着一个种群，然而该国的政治混乱阻礙了进一步的调查[7][27]。

## 演化
犀牛最早出现于早始新世，DNA 的对比表明犀牛与马在5000万年前分化，现存犀牛的祖先在晚始新世的欧亚大陆出现:13。
最早的双角犀属化石纪录出现於2300–1600万年前的中新世早期。基因研究表明双角犀在2590±190万年前就已与其他犀牛分化。现有三种对于苏门犀与其他现存犀牛的亲缘关系的假说：一说苏门犀与非洲的黑犀与白犀是近亲，因为牠们都有两只角。其他分类学者认为苏门犀与印度犀和爪哇犀更接近，因为牠们的分布范围重叠。近期研究则表明两种非洲犀牛，两种亚洲独角犀和苏门犀各自代表三种自2590万年前分化的不同世系，而哪一支最先分化目前仍不确定。
基于形态特征，已灭绝的披毛犀（Coelodonta antiquitatis）和斯迪凡犀屬（Stephanorhinus）被认为与苏门犀密切相关，这一点也得到了分子分析的支持。

## 形态特征
蘇門犀身材矮壯，四肢粗短，前肢後方及後肢前方連接軀幹處各有一道明顯的褶皺，頸部也有許多褶皺。上唇呈鉤狀，可以捲起。皮膚呈灰褐色，厚10–16毫米。全身覆有粗糙的紅棕色被毛，耳部和尾端有較長的鬃毛，是現存體毛最多的犀牛，幼崽的毛尤為濃密。
蘇門犀是現存體型最小的犀牛，成體肩高約120–145厘米，體長約250厘米；體重500–800千克，最大紀錄來自動物園飼養的個體，重達2000千克。两性都有兩隻深灰色或黑色的角，雄性的角通常比雌性大。前角又稱“鼻角”，長度一般為15–25厘米，最長的一件標本達81厘米；後角又稱“額角”，通常短於10厘米。
|  |  |  |

## 生活习性
苏门犀为独居动物，成年雄性的家域（活动范围）平均为30平方公里，边缘地带和其他同类的家域存在广泛重叠；雌性的家域较小，平均为10–15平方公里。两性都以刮擦木石、排泄、折弯树苗的方式来标记家域。
蘇門犀在黎明前和黄昏後覓食，并於夜间活動，白天則待在泥塘或池塘里休息。牠們有相当多的时间都在泥浴中度过，正午时分通常在泥塘內伏卧2–3个小时。一个泥塘會被使用2–12周，當泥塘因干涸而变小时，牠们会用脚将其刨深。泥浴能帮助牠们降溫并去除皮膚上的寄生虫，人工饲养苏门犀容易失败的原因之一便是缺乏泥浴，進而导致牠們的皮膚发炎、化脓、脫毛直至最终的死亡。
已記錄到蘇門犀會進行季節性的遷徙，在雨季迁徙至海拔较高的地区，在寒凉的旱季迁回低地。雖然看似笨重，但蘇門犀在森林中的行動非常迅捷，奔跑時速達40千米；能在陡坡上行動自如，且善於游泳，已发现有個體涉險游入棲息地周邊的海域。牠們需要摄取盐分，种群围绕在含盐的地域生活；在一片含盐的地域周围，种群密度可达每平方公里13–14头。
除人类以外没有其他的动物猎杀蘇門犀，老虎和野狗可能會捕殺其幼崽。尽管蘇門犀与亚洲象、马来貘的分布范围重叠，但未發現牠們之間会争夺食物和栖息地，亚洲象与苏门犀甚至会共享一条林间廊道，牠们开辟的廊道会被许多较小的动物（如野猪和鹿）使用。

### 食性
蘇門犀以植物嫩叶、嫩芽、细枝、树苗和水果為食，每天的平均進食量達50千克。粪便樣本顯示其食性很广，以超过100种植物为食；最常见的食物是树幹直径1–6厘米的树苗，牠们通常将这些树苗推倒，并吃掉上面的树叶；最常見的食物種類則為番樱桃属（Eugenia）植物。
- 苏门犀常吃的幾種植物[39][40]

苏门犀常吃的幾種植物
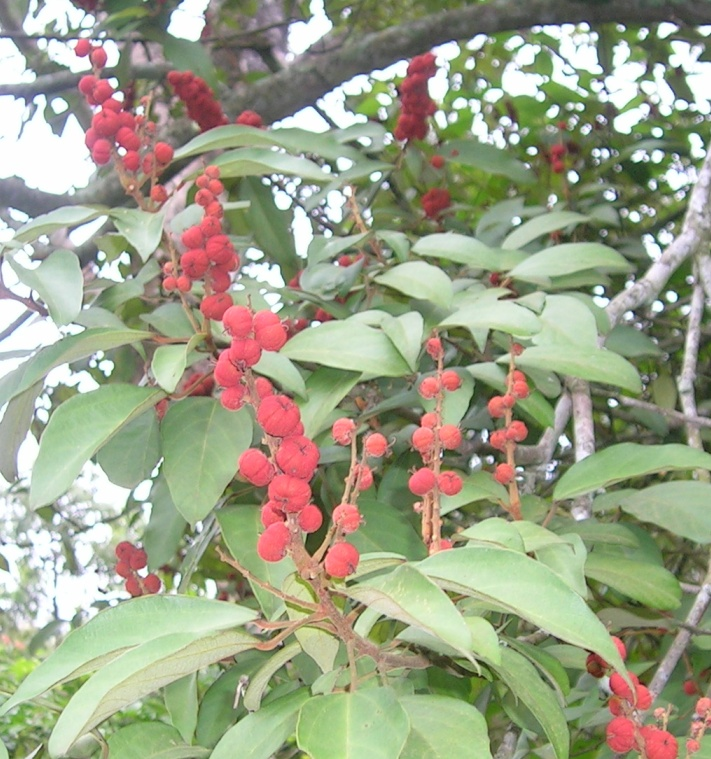
野桐
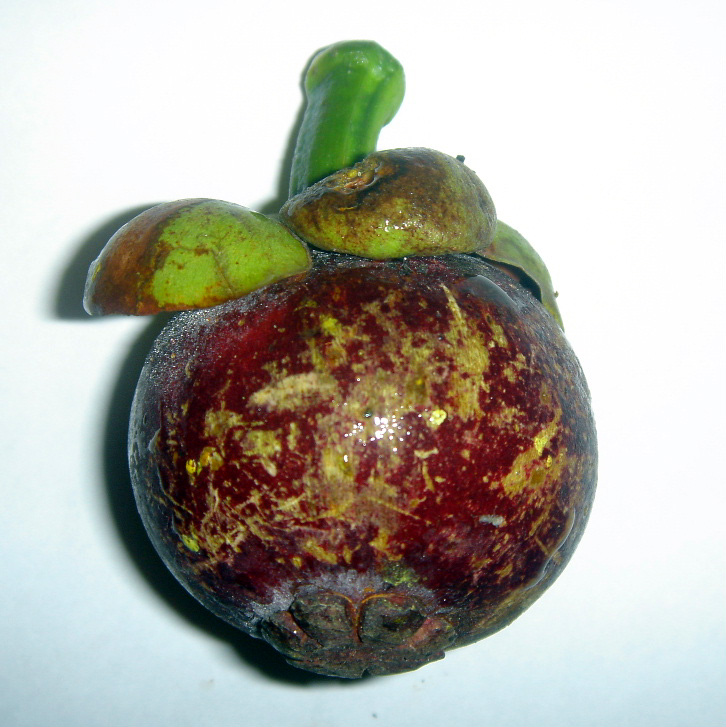
山竹
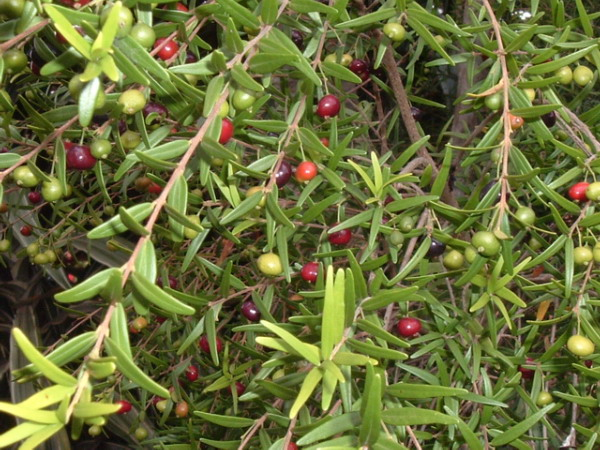
番樱桃
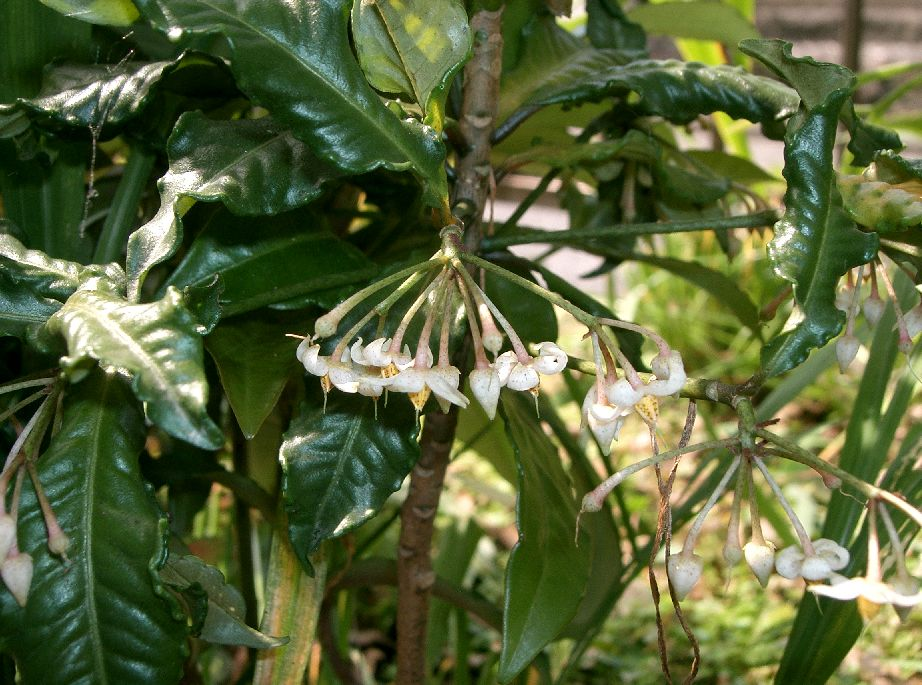
紫金牛

### 交流
苏门犀是最常发出叫声的现存犀牛，在野外和豢养环境下都观察到牠们频繁发声。最常见的三种声音包括“咦”“鲸歌”与“尖哨声”：“咦”是一种长约1秒的尖叫，是最常见的声音；“鲸歌”類似鯨魚的鳴聲；“尖哨声”是三种声音中最响的，能使动物园的铁栏震动，並能傳播得很遠（亚洲象发出的類似声音可散播至9.8千米以外，据此推测苏门犀的尖哨声也能传播至相似的距离）。这些声音的作用尚不清楚，可能与其他有蹄動物一样，用於警报或傳遞位置、發情信息。苏门犀会将未吃掉的树苗扭曲，作为其家域或小径交叉口的地标。

## 生長繁殖
雌性苏门犀的性成熟年龄为6–7岁，雄性約為10岁。孕期約477天（15–16個月；數據源自美国辛辛那提动物园的三頭雌犀），每胎一崽，幼犀在16–18個月大時斷奶，並與母親共同生活2–3年；雌犀的生育間隔為3–4年。推測壽命為30–45年，饲养环境下的最長记录為32年零8个月，來自1900年死于伦敦动物园的一头雌性北苏门犀。
对苏门犀繁殖行为的了解全部基於人工饲养的个体。牠们交配前会有一段恋爱期，表现为声音交流增加、尾部上扬、频繁小便及与异性更多的肉体接触（例如用口鼻部触摸异性的头部与生殖器）。年轻雄性在求愛過程中往往会攻擊雌性，导致雌性受伤甚至死亡。在野外，雌性会逃离过度粗暴的雄性，因而导致种群繁殖率低下。
发情期长约24小时，并会在21–25天后再度發情。辛辛那提动物园的个体交配时间约为30–50分钟，在马来西亚苏门犀保护中心的个体则较短暂。苏门犀较长的交配时间与对其他犀牛的观察，表明其交配季节也应该较长。2001年之前的饲养繁殖都因各种原因而失败。研究发现苏门犀的排卵依靠交配催生，并有不稳定的孕酮数量，2001年的成功繁殖是因孕酮的补给。

## 種群現狀
苏门犀现为世界上最接近灭绝的哺乳动物之一，活体数量已不足80头。与同样濒临灭绝的爪哇犀相比，尽管苏门犀的数量可能更多，但所受的生存威胁却更大，因其残存的种群较为零散，在地理上相互隔绝，而爪哇犀的残存种群则都集中在爪哇岛西端的乌戎库隆国家公园，同时苏门犀的数量正在下降，而爪哇犀的数量则较为稳定。这两种犀牛都被列为極危物種，偷猎与栖息地的丧失导致牠们仅存在于人类几乎无法到达的区域。
苏门犀数量稀少加之所处环境较为密闭，很难被直接捕获或研究（有研究者在一处盐田蹲守了七周才遇到苏门犀），因此未曾像非洲犀牛那样遭到大规模猎杀，但偷猎依然是对其最大的威胁之一。犀牛角的价格极其昂贵，可达每公斤3万美元，且价格会随着数量的减少而提高。印尼当地居民会用犀角做护身符，认为它可预防疾病与中毒。干犀肉则被用作治疗腹泻、麻风与肺结核的传统药材。犀牛头骨还会被浸泡于椰油中长达数周，用以生产治疗皮肤病的“犀油”。这些药材在中医药学中使用甚广。
| 地區     | 地區       | 地區                     | 年份             | 年份             | 年份  | 年份  |
| 地區     | 地區       | 地區                     | 1997             | 2011             | 2015  | 2019  |
| -------- | ---------- | ------------------------ | ---------------- | ---------------- | ----- | ----- |
| 印尼     | 蘇門答臘   | 勒塞爾火山國家公園       | 60               | 60–80            | 37~44 | 18~30 |
| 印尼     | 蘇門答臘   | 武吉巴里杉西拉坦國家公園 | 22               | 50–70            | 17~24 | 0~5   |
| 印尼     | 蘇門答臘   | 韦卡巴斯国家公园         | 16               | 27–33            | 26~30 | 15~30 |
| 印尼     | 蘇門答臘   | 葛林芝塞布拉国家公园     | 28               | 0                | -     |       |
| 印尼     | 東加里曼丹 | 東加里曼丹               | 25               | 10–15            | -     | 3？   |
| 馬來西亞 | 馬來半島   | 大汉山国家公园           | 44               | 21–34            | -     | 0     |
| 馬來西亞 | 馬來半島   | 柏隆皇家公园             | 10               | 12–13            | -     | 0     |
| 馬來西亞 | 馬來半島   | 兴楼云冰国家公园         | 9                | 1–2              | -     | 0     |
| 馬來西亞 | 沙巴       | 丹濃谷自然保護區         | 11               | 13–15            | -     | 0     |
| 馬來西亞 | 沙巴       | 塔賓野生動物保護區       | 20               | 15               | -     | 0     |
| 馬來西亞 | 其他區域   | 其他區域                 | 75               | 7                | -     | 0     |
| 緬甸     | 緬甸       | 緬甸                     | 至少一頭（1995） | 至少一頭（1995） | -     | 0     |
| 總計     | 總計       | 總計                     | 320              | 216–284          | -     | 40~78 |

## 相关圖像

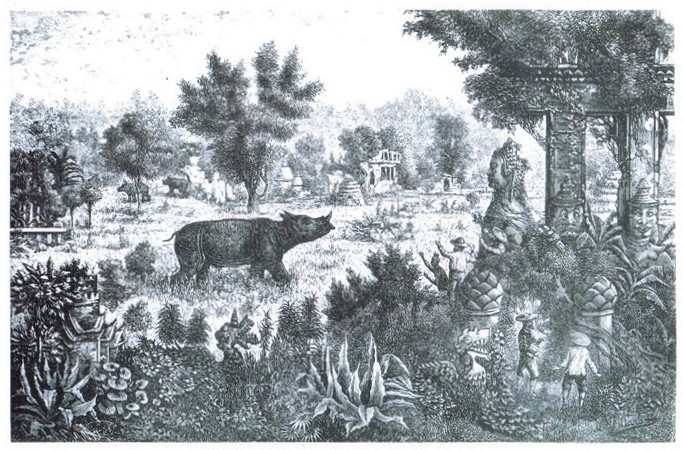
1867年，法国艺术家路易斯·德拉波特（英语：Louis Delaporte）在湄公河探险（英语：Mekong expedition of 1866–1868）途中所作的画，描绘了苏门犀在泰国北部清盛县的城市废墟间游荡。
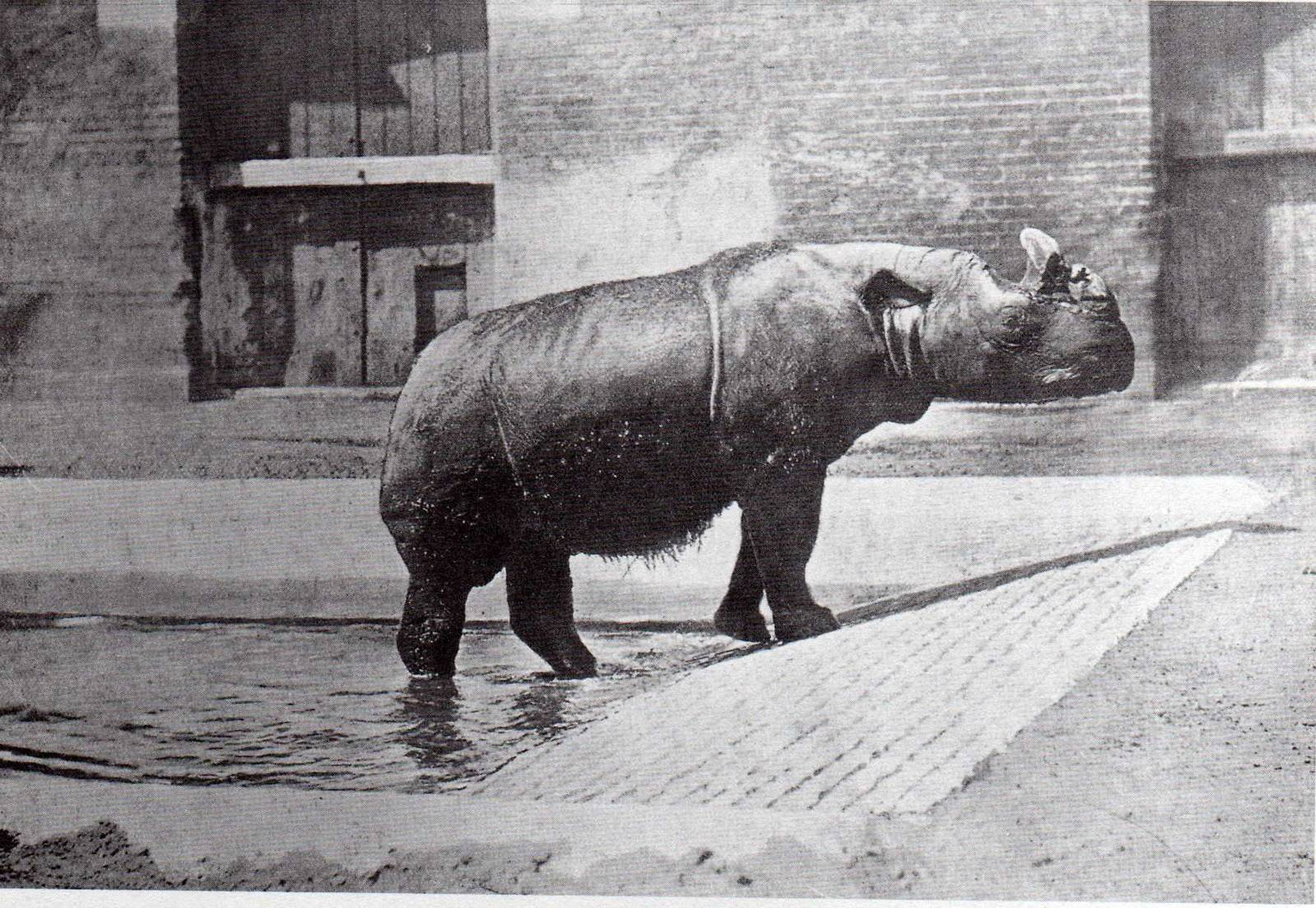
北苏门犀的模式标本，一头名为“贝格姆”（英文：Begum）的雌犀。牠是伦敦动物园在1872–1886年间引进的8头苏门犀之一，于1872年2月15日年满5岁时来到该园，1900年8月31日约28岁时在园中死亡。照片约拍摄于1890年。
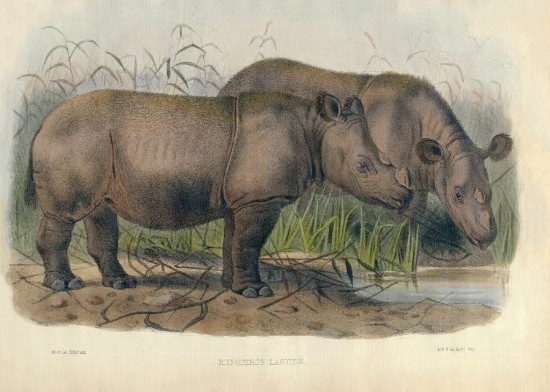
“贝格姆”的画像，来自1876年英国动物学家菲利普·斯克莱特的相关研究著作[54]。
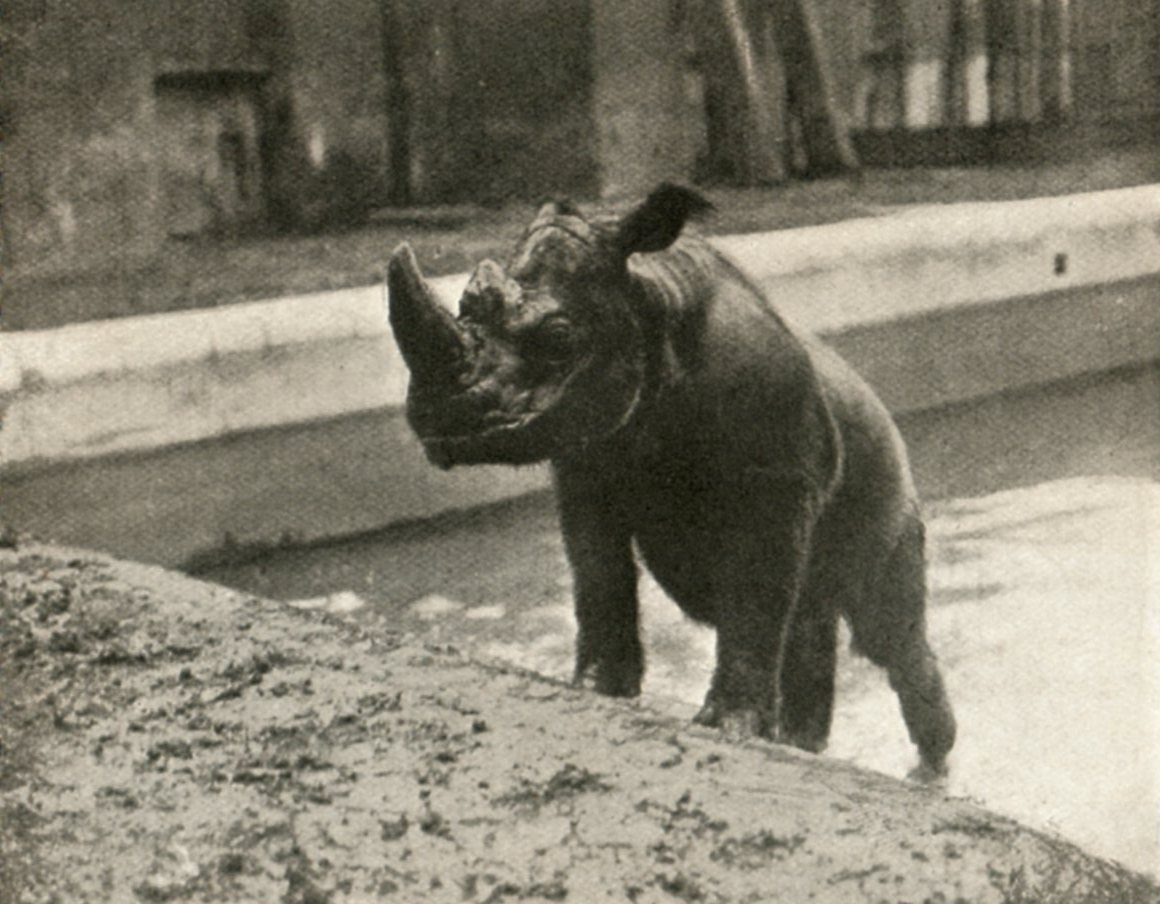
伦敦动物园在1886年引进的雄性北苏门犀“杰克逊”（英文：Jackson）[55]，後於1910年死亡，是该园最後一头苏门犀。照片摄于1903–1905年间。
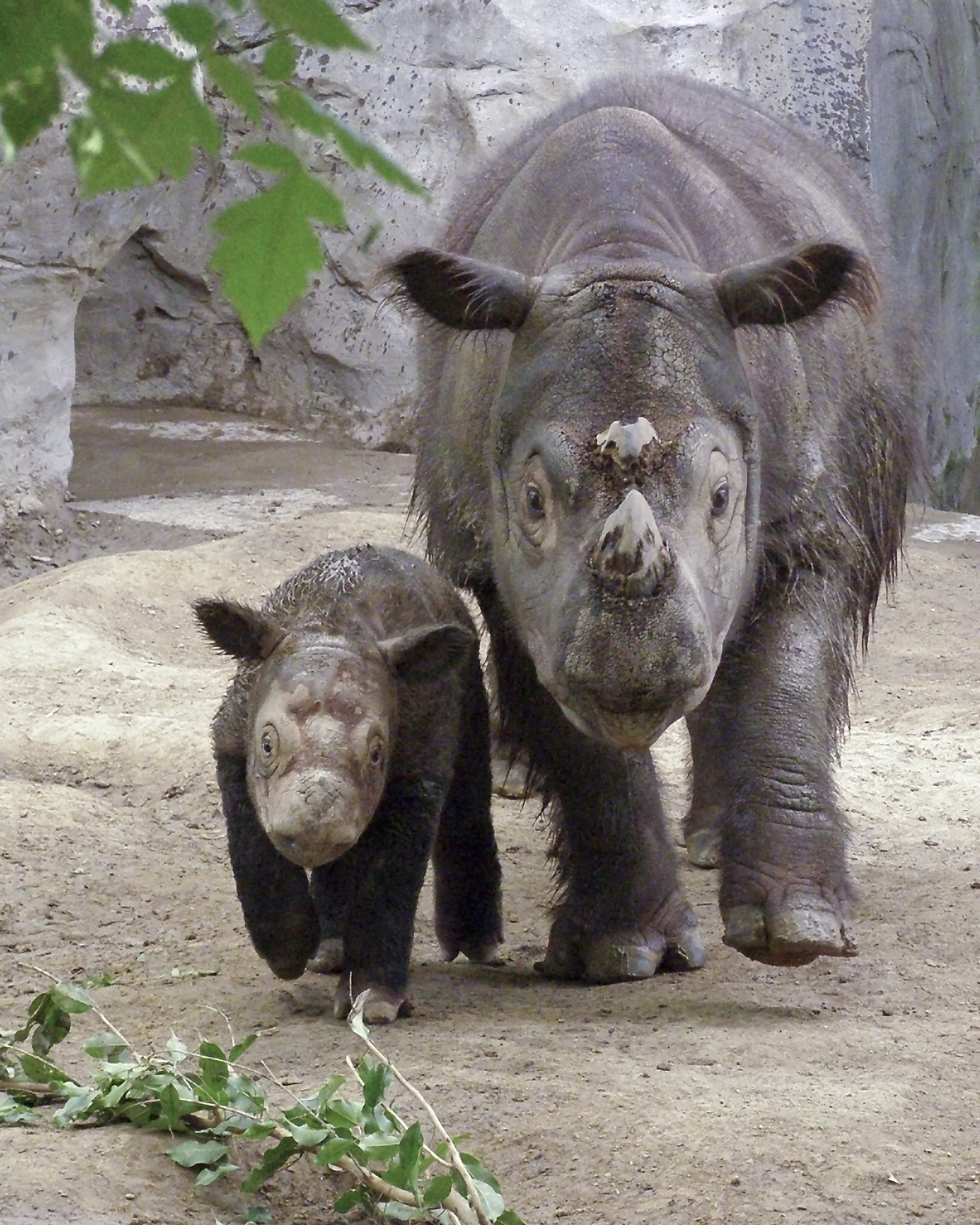
2007年5月18日，美国辛辛那提动物园的雌性苏门犀“埃米”（英文：Emi；後於2009年死亡）和牠的儿子——仅19天大的“哈拉潘”（英文：Harapan）。此时的“哈拉潘”体重约68千克，当年4月29日出生时重约39千克。
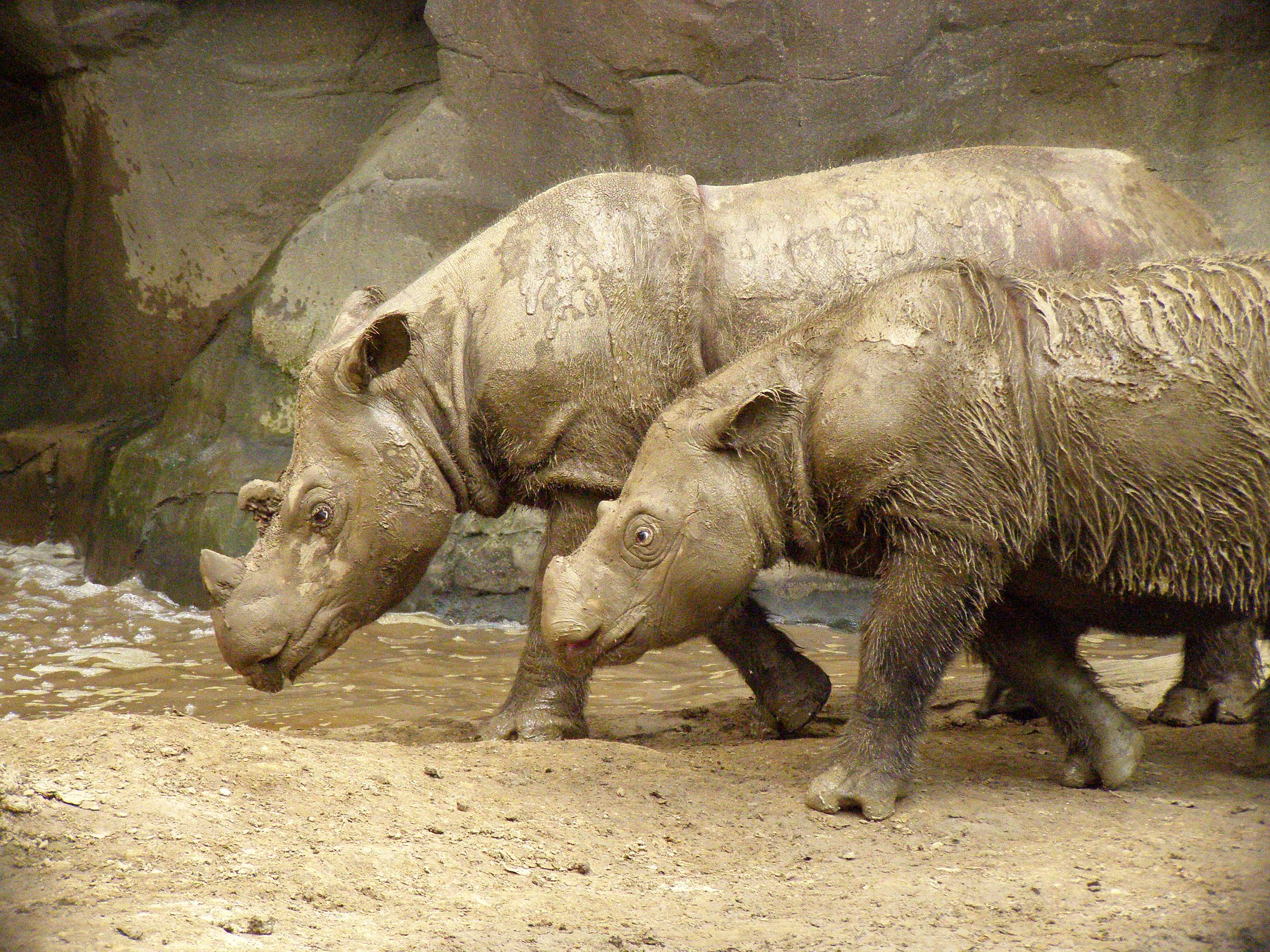
2008年7月，辛辛那提动物园，“埃米”和14个月大的“哈拉潘”。“哈拉潘”是“埃米”的第三个幼崽，使“埃米”创造了饲养条件下苏门犀的最高生育纪录，同时也是西半球饲养的最后一头苏门犀，于2015年11月被转送至印尼韦卡巴斯国家公园的苏门犀保护区参与人工繁殖[56]。
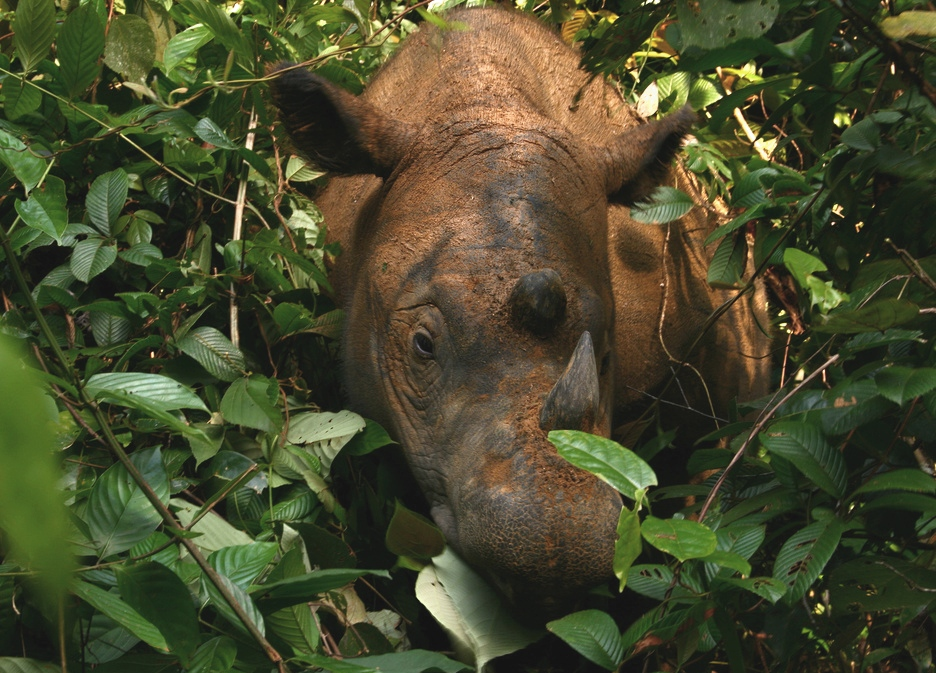
2008年，韦卡巴斯国家公园苏门犀保护区，人工放养的雌性苏门犀“罗莎”（英文：Rosa）。
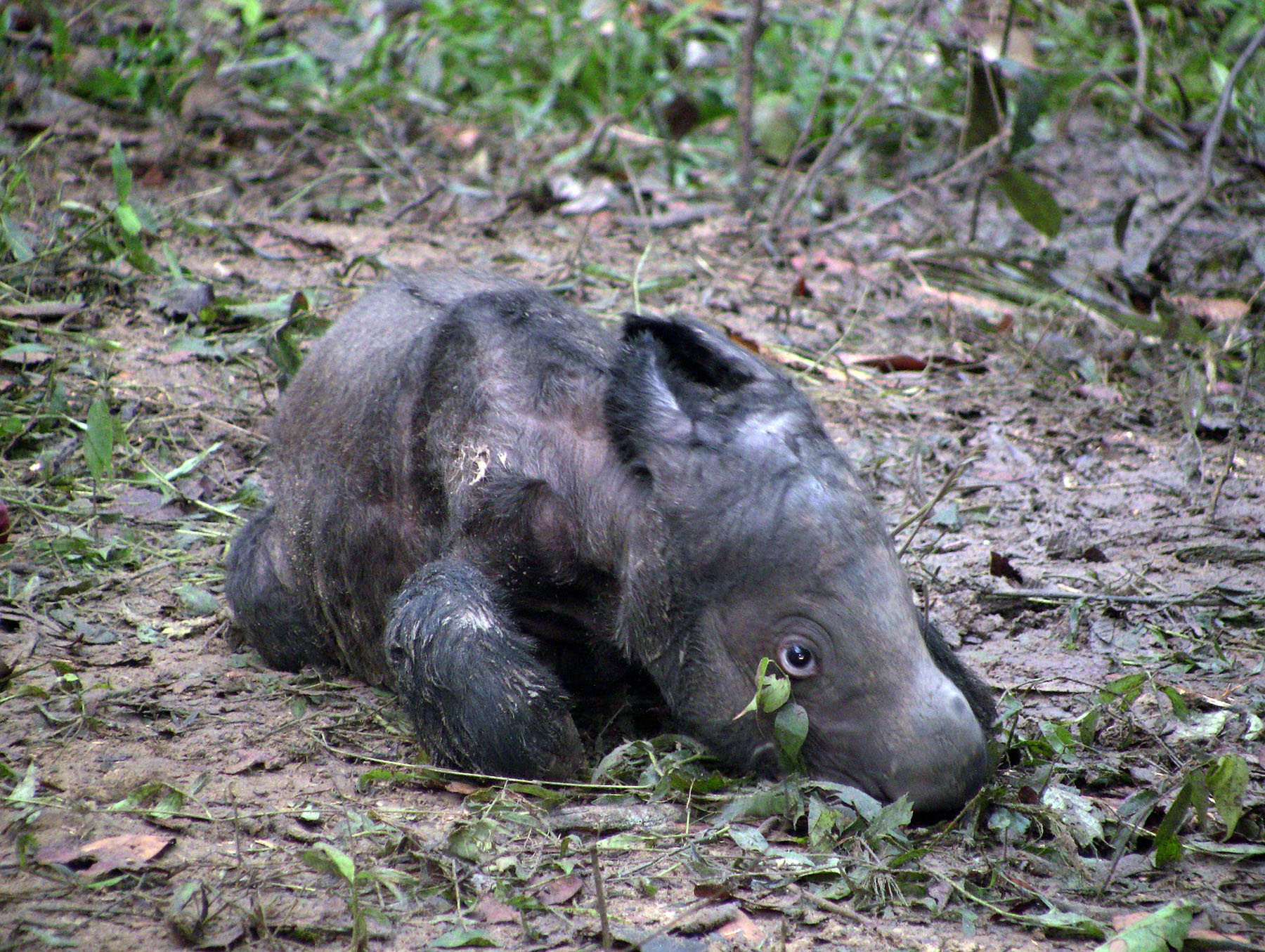
2012年6月，韦卡巴斯国家公园苏门犀保护区，人工放养的雌犀“拉图”（英文：Ratu）产下一头雄性幼崽，是东半球第一头、世界第五头人工繁育的苏门犀，後取名为“安达图”（英文：Andatu）。
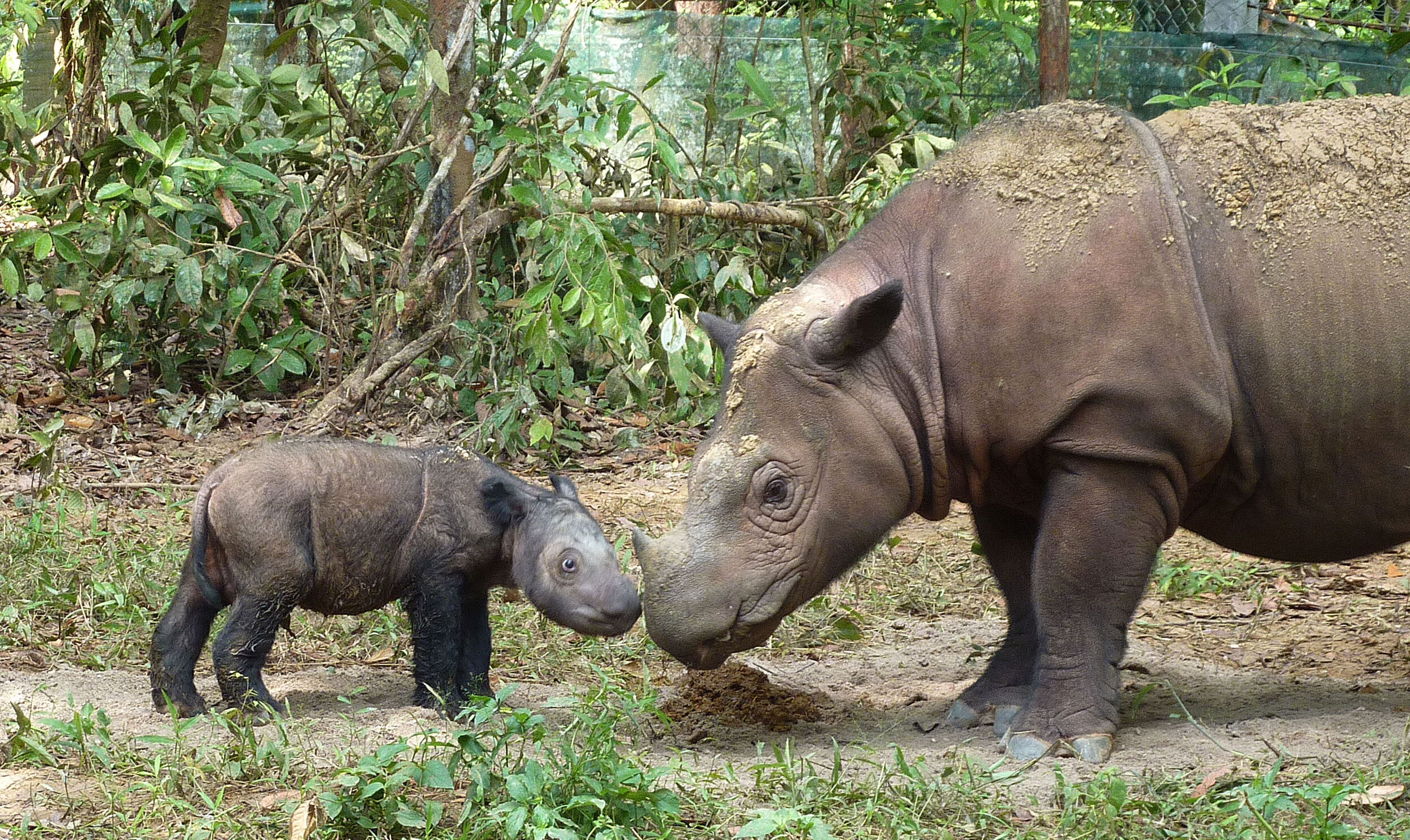
2012年6月，韦卡巴斯国家公园苏门犀保护区，“拉图”和牠4天大的儿子“安达图”。
- 2015年4月，韦卡巴斯国家公园苏门犀保护区，约3岁大的“安达图”正在进食。（点击播放）
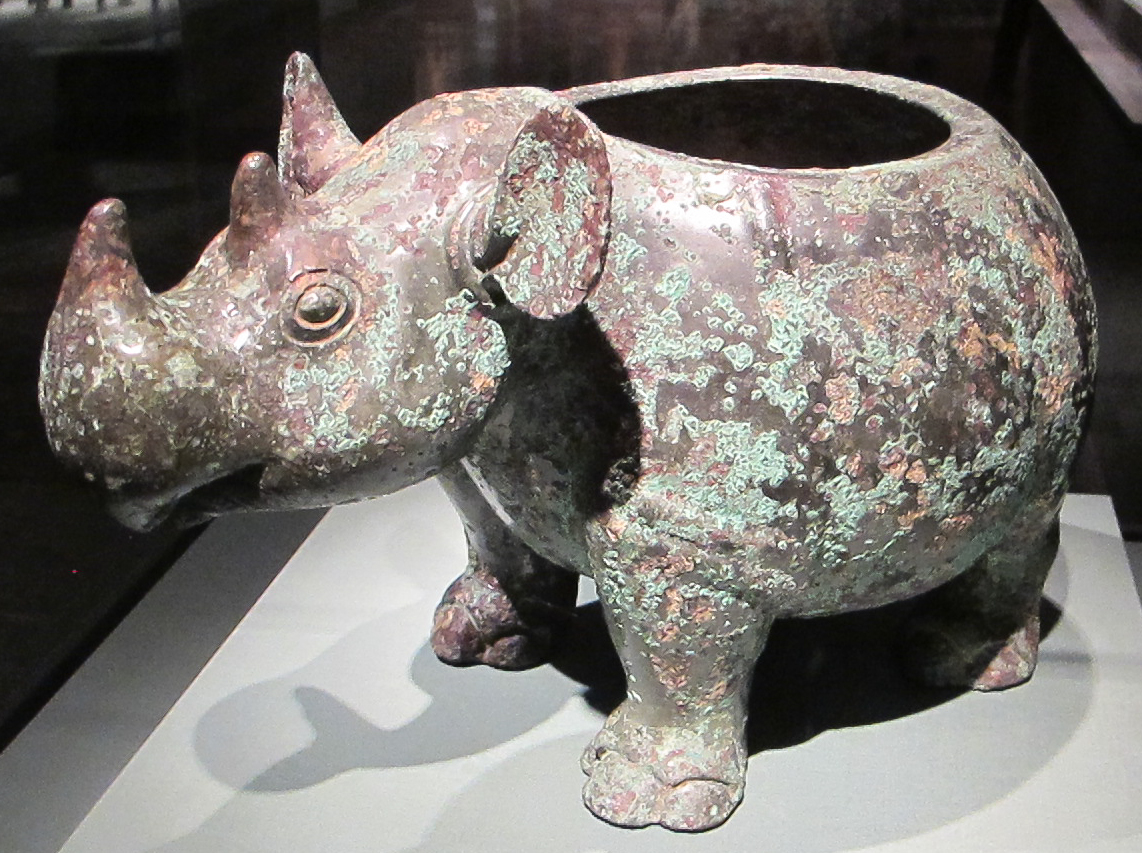
小臣艅犀尊，中國商朝晚期青铜器，清朝道光年间出土于山东寿张梁山，现藏於旧金山亚洲艺术博物馆。
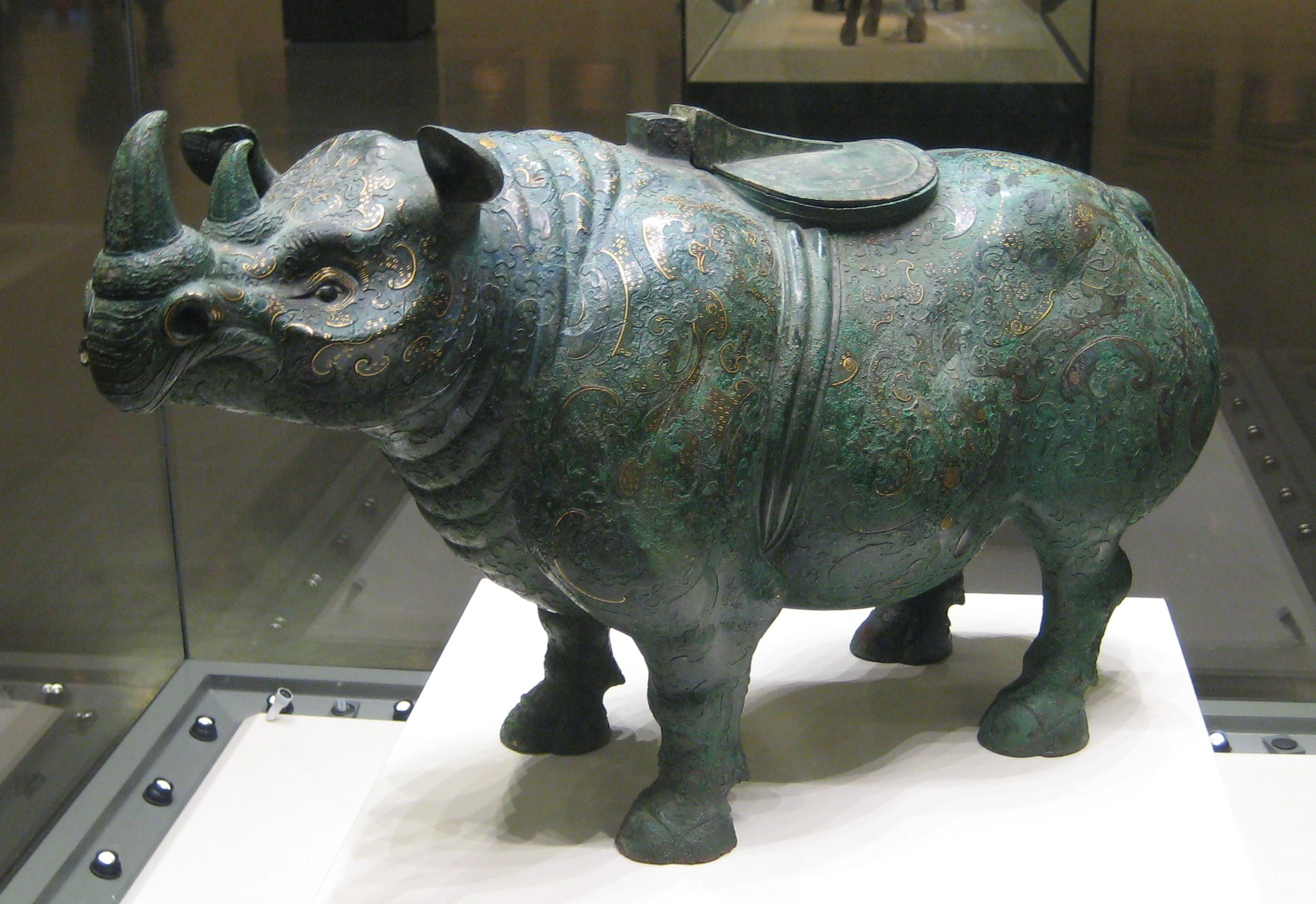
錯金銀雲紋銅犀尊，中国战国至西汉时期的青铜器，1963年出土於陕西兴平豆马村，现藏於中国国家博物馆。

## 备注
1. ↑  命名人亦常寫作“G. Fischer”
2. ↑  後被命名為“Najaq”，同年4月5日死於腿部傷口感染。[16][17]
3. ↑  中国古籍里对犀牛的记载受限于古人的认知，未能作现代一般的科学分类，因而难以确定当时生活在中国的犀牛是何种类，但从现有文物来看似以苏门犀为主（小臣艅犀尊和錯金銀雲紋銅犀尊均为双角犀牛形象）。